# غازانيا معشوشبة
غازانيا معشوشبة (الاسم العلمي: Gazania caespitosa) هي نوع نباتي يتبع جنس الغازانيا من الفصيلة النجمية.  